# Ашевская волость (Псковская область)
Ашевская волость — упразднённые административно-территориальная единица 3-го уровня и муниципальное образование со статусом сельского поселения в Бежаницком районе Псковской области России.
Административный центр — деревня Ашево.

## География
Территория волости граничила на севере с Ново-Кузнецовской, на юге — с Лющикской, на востоке — с Шиловской волостями, на западе — с Новоржевским районом.

## Население
Численность населения Ашевской волости по переписи населения 2002 года составила 903 жителя.

## Населённые пункты
В состав волости входило 36 населённых пунктов: 1 село — Ашево — и 35 деревень: Авинищи,
Большое Иваново,
Борыгино, 
Выселок Стега, 
Горбачево, 
Горенье, 
Горлово, 
Гущино, 
Заборье, 
Застременье, 
Заханье,
Кадочно,
Каменка, 
Кириллово, 
Костково 1, 
Костково 2, 
Красная Сопка, 
Локница, 
Луковищи, 
Малиновка, 
Малое Иваново, 
Минино, 
Палкино, 
Пешкино, 
Плессы, 
Продолжье, 
Раково, 
Решетниково, 
Рябкино, 
Савкино, 
Симаниха, 
Старцево, 
Стега-1, 
Степенино, 
Филевка.

## История
Постановлением Псковского областного Собрания депутатов от 26 января 1995 года все сельсоветы в Псковской области были переименованы в волости, в том числе Ашевский сельсовет был превращён в Ашевскую волость.
Законом Псковской области от 28 февраля 2005 года в границах волости было также создано муниципальное образование со статусом сельского поселения Ашевская волость с 1 января 2006 года в составе муниципального образования Бежаницкий район со статусом муниципального района.
На референдуме 11 октября 2009 года было поддержано объединение Ашевской и Ново-Кузнецовской (д. Ублиска) волостей. Законом Псковской области от 3 июня 2010 года Ашевская волость была упразднена и вместе с Ново-Кузнецовской волостью объединена в новое муниципальное образование со статусом сельского поселения Ашевское.
Законом Псковской области от 30 марта 2015 года сельское поселение Ашевское было упразднено, а его территория 11 апреля 2015 года с соседними сельскими поселениями (Добрывичская волость и Чихачёвская волость) была объединена в новое сельское поселение Чихачёвское с административным центром в селе Ашево.